# أنتونيو بوتشي
انتونيو بوتشي (بالإسبانية: Antonio Puche)‏، من مواليد 2 اغسطس 1972 في إسبانيا، هو مدرب كرة قدم اسباني. سابقاْ كان مدرباْ لنادي القادسية الكويتي وتمت اقالته.